# Tipula brevifusa
Tipula brevifusa är en tvåvingeart. Tipula brevifusa ingår i släktet Tipula och familjen storharkrankar.

## Underarter
Arten delas in i följande underarter:
- T. b. brevifusa
- T. b. nephele